# Национален авиационен университет
НАУ (Национален авиационен университет) е известен университет в град Киев, Украйна. Ректор е Николай Сергеевич Кулик. Университетът е основан през 1933 г. Университетът има 4-то ниво на акредитация.

## Институти и факултети
В състава на университета влизат 18 института:
1. Институт по информационни и диагностични системи [1]
2. Аерокосмически институт [2]
3. Институт за космически системи за управление [3]и[4]
4. Институт по навигация [5]
5. Институт по компютърни информационни технологии [6]
6. Институт по летищата [7]
7. Институт по икономика и мениджмънт [8]
8. Правен институт [9]
9. Институт по довузовско обучение [10]
10. Хуманитарен институт [11]
11. Институт ICAO [12]
12. Институт за кореспонденция и дистанционно обучение [13]
13. Институт за сигурност на околната среда [14]
14. Институт на най-новите технологии [15]
15. Институт за следдипломно обучение [16]
16. Институт на управлението на земята и на информационните технологии [17]
17. Институт по технологии за управление [18]
18. Институт по международни отношения [19]

## Лицеи
1. Авиокосмически лицей
2. Професионален лицей

## Колежи
1. Колеж по информационните технологии, геодезия и земята
2. Промишлено-икономически колеж
3. Славянски колеж
4. Криворожки колеж
5. Кременчуг колеж
6. Киевски радиомеханически колеж
7. Василковски колеж

## Галерия
- Ректорат на Националния авиационен университет
- Научно-техническа библиотека на Националния авиационен университет
- Мозайка върху Четвърти корпус
- Единадесети корпус